# Heinz Malz
Heinz Malz (* 1931 in Frankfurt-Bockenheim; † 9. April 2011) war ein deutscher Mikropaläontologe.

## Leben
Malz studierte in Frankfurt am Main und wurde 1957 bei Rudolf Richter über Ostrakoden des Malm promoviert, wobei er umfangreich in Norddeutschland, Frankreich und England sammelte. Danach ging er an das Senckenberg-Museum, wo er sich mit mesozoischen Ostrakoden befasste. 1963 wurde er Kustos und 1969 als Nachfolger von Erich Triebel (1893–1971), der ebenfalls Ostrakoden-Spezialist war, Leiter der Sektion Mikropaläontologie. 1989 organisierte er die erste Konferenz europäischer Ostrakoden-Forscher. 1994 ging er in den Ruhestand (sein Nachfolger wurde Thomas Jellinek) und zog nach Bramsche, wo er weiter wissenschaftlich aktiv war.
Neben Ostrakoden (nicht nur aus dem Jura, sondern z. B. auch aus dem Pleistozän von Japan und Taiwan und rezente Ostrakoden) befasste er sich auch mit Otolithen, Dekapoden, Spurenfossilien und Foraminiferen.
1962 trug er zum Handbuch Leitfossilien der Mikropaläontologie bei. Er war einige Jahre Herausgeber von Senckenbergiana lethaea.